# Chariton (Iowa)
Chariton es una ciudad situada en el condado de Lucas, en el estado de Iowa, Estados Unidos. Según el censo de 2010 tenía una población de 4.321 habitantes.

## Geografía
Según la Oficina del Censo de los Estados Unidos, la localidad tiene un área total de 9,88 km², la totalidad de los cuales 9,88 km² corresponden a tierra firme.

## Demografía
Según el censo de 2010, había 4321 personas residiendo en la localidad. La densidad de población era de 437,35 hab./km². Había 2114 viviendas con una densidad media de 213,97 viviendas/km². El 98,73% de los habitantes eran blancos, el 0,16% afroamericanos, el 0,05% amerindios, el 0,21% asiáticos, el 0,07% isleños del Pacífico, el 0,16% de otras razas, y el 0,62% pertenecía a dos o más razas. El 1,16% de la población eran hispanos o latinos de cualquier raza.